# 劉粛 (元)
劉 粛（りゅう しゅく、1188年 - 1263年）は、金朝およびモンゴル帝国（大元ウルス）に仕えた漢人官僚の一人。字は才卿。威州洺水県の出身。

## 概要
劉粛は1218年（興定2年）に金朝の科挙（詞賦）を受けて進士の地位を得、尚書省令史の地位を与えられていた。このころ、盗みを働いたとの罪状で極刑とされようとした者たちを冤罪であると主張して減刑し、皇帝の怒りを買った。
その後、新蔡県令となったが、このころ賦税を牛の多寡によって決めていたため、民が牛を隠して農耕に用いられないという問題があった。劉粛が赴任すると、家畜を多く所有していることよる賦税を止めたため、農耕も進み民の暮らしも豊かとなった。また淮河を渡って南宋領に逃れる民の対処に当たった後、戸部主事の地位に遷った。
金朝の滅亡後は東平地方を支配する漢人世侯の厳実を頼り、行尚書省左司員外郎、行軍万戸府経歴の地位を与えられた。このころ、東平地方では歳ごとに絲料と包銀を取り立てられた上、また綿10万両・色絹万匹を納めるという重い税負担が課せられていたため、劉粛は後者のみをやめさせるよう取り計らったという。1252年（壬子）、皇族のクビライによって邢州安撫使に抜擢され、クビライから公私にわたって頼りにされたという。
1260年（中統元年）、第4代皇帝モンケ・カアンが死去してクビライが即位すると、真定宣撫使の地位を授けられた。1261年（中統2年）には左三部尚書・兼商議中書省事となったが、1262年（中統3年）に職を辞し、1263年（中統4年）に病により76歳にして亡くなった。
劉粛は温厚な性格で、かつて諸家の易説を集めて『読易備忘』と名付けたこともあった。息子には礼部侍郎となった劉憲・大名路総管となった劉愻、孫には翰林学士承旨となった劉賡がいる。